# Warren Robinett
Joseph Warren Robinett, Jr., né le 25 décembre 1951 à Springfield, est un concepteur et programmeur de jeux vidéo américain.
Il est notamment connu pour avoir développé le jeu vidéo Adventure pour Atari Inc. sur Atari 2600, notamment parce que son nom (à une époque ou les développeurs n'étaient pas crédités) se trouvait dans une pièce secrète du jeu : il s'agit du premier easter egg connu.
Robinett est aussi le fondateur de l'entreprise The Learning Company pour laquelle il a conçu Rocky's Boots (en) et Robot Odyssey (en).
Il est diplômé de l'université Rice et de l'université de Californie à Berkeley.
Obtint son diplôme de Sciences Informatiques en 1976.
Il passa l'année 1977 à construire des cabanes en rondins et traversa le pays à vélo. Mais, sans le sou, revint en Californie pour trouver du travail: "C'est là je j'ai entendu parler d'Atari. Je me suis donc présenté pour décrocher un boulot. Je me souviens d'avoir dû écrire un petit laïus expliquant pourquoi je serais l'employé idéal et ils m'ont engagé".
Le premier jeu de Warren est un jeu de course nommé Slot Racers, où de petites voitures évoluent dans un labyrinthe en s'envoyant des missiles.
Julius Smith, ami et colocataire de Warren l'emmena un jour sur son lieu de travail : le laboratoire d'intelligence artificielle de Stanford. Il y découvrit le nouveau jeu d'aventure texte de Will Crowther et Don Woods qui le poussa à la conception d'Adventure : Adventure a.k.a. Colossal Cave Adventure.

## Ludographie
- Slot Racers[1]
- Adventure